# Župa (Republika Serbska)
Župa (cyr. Жупа) – wieś w Bośni i Hercegowinie, w Republice Serbskiej, w mieście Trebinje. W 2013 roku liczyła 41 mieszkańców.